# Adam Synowiecki

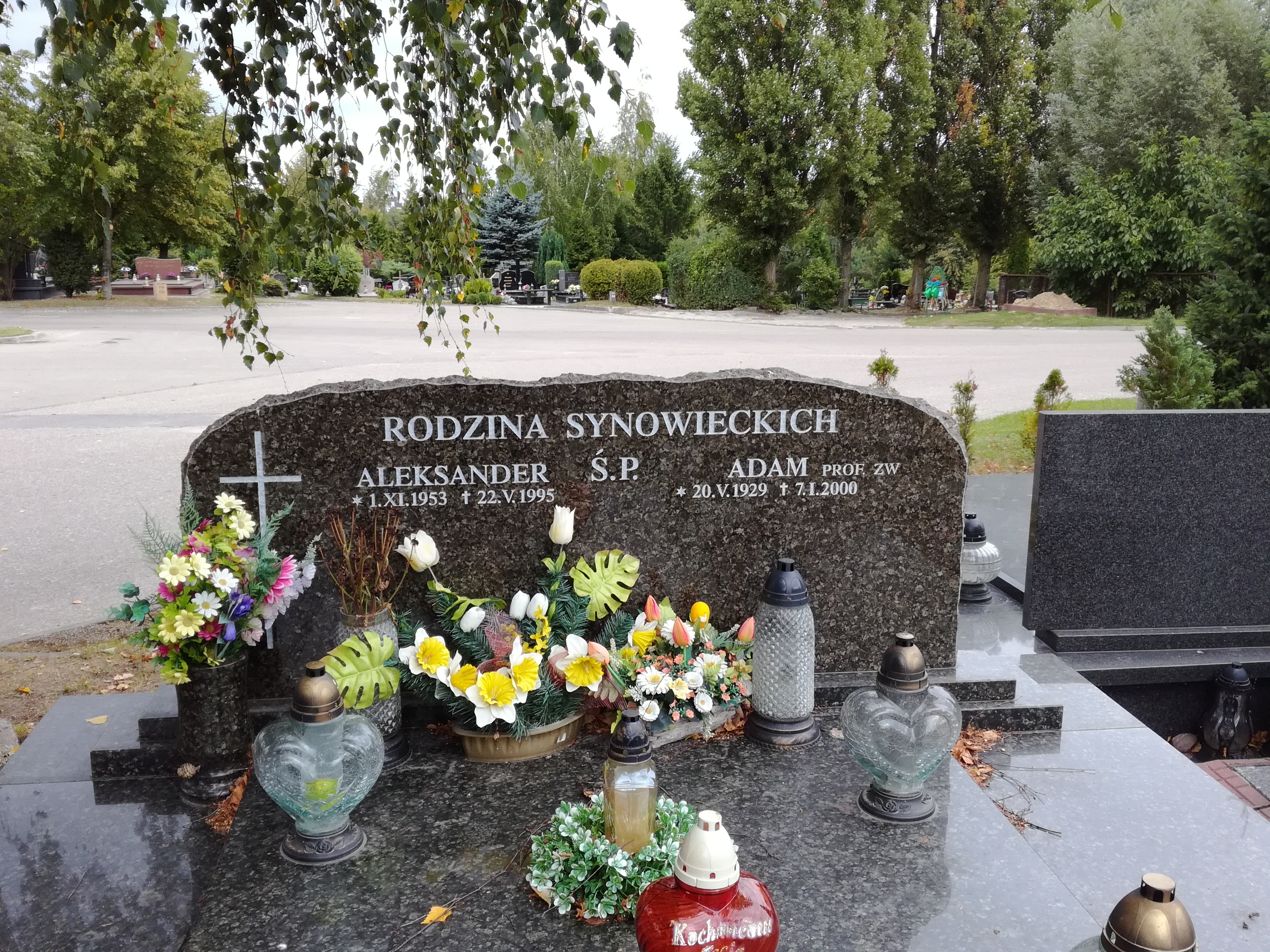
Grób profesora Adama Synowieckiego na Cmentarzu Łostowickim w Gdańsku

Adam Synowiecki (ur. 20 maja 1929 w Warszawie, zm. 7 stycznia 2000 w Gdańsku) – polski filozof i chemik.

## Życiorys
Syn Stanisława, nauczyciela, i Anny z domu Lehnert, nauczycielki w szkole specjalnej. Był absolwentem studiów chemicznych i filozoficznych na Uniwersytecie Jagiellońskim (w 1953). Habilitował się z zakresu filozofii w 1978 roku na UMCS w Lublinie, a tytuł profesora nauk humanistycznych otrzymał w 1989 roku.
Od 1992 roku był profesorem zwyczajnym na Politechnice Gdańskiej, gdzie przez trzydzieści lat (od 1969) kierował Zakładem, a następnie Katedrą Nauk Filozoficznych. Był członkiem PZPR do 17 grudnia 1981 roku, kiedy jako jeden z pierwszych oddał legitymację partyjną. Z tego powodu został wskazany przez Komitet Wojewódzki PZPR do zwolnienia z pracy. Nie został zwolniony, ale na tytuł profesora nadzwyczajnego musiał czekać dziewięć lat – otrzymał go po obradach Okrągłego Stołu w maju 1989 roku.
Przez pierwsze 15 lat swojej działalności naukowej i dydaktycznej zajmował się filozofią marksistowską i filozofią Hegla. Od 1981 roku związał się z nurtem filozofii chrześcijańskiej. Współpracował z Katolickim Uniwersytetem Lubelskim i Gdańskim Instytutem Teologicznym. Wykładał także historię filozofii starożytnej i średniowiecznej.
Autor ponad stu prac naukowych, współautor kilku książek z filozofii nauki i historii filozofii.
Zmarł 7 stycznia 2000 roku w Gdańsku, został pochowany na Cmentarzu Łostowickim w Gdańsku. 4 czerwca 2000 roku jego imieniem nazwano audytorium w siedzibie Wydziału Zarządzania i Ekonomii Politechniki Gdańskiej.
Odznaczony został m.in. Złotym Krzyżem Zasługi (1972), Krzyżem Kawalerskim Orderu Odrodzenia Polski (1978), Krzyżem Oficerskim Orderu Odrodzenia Polski w 1998 roku, a w 2013 roku pośmiertnie odznaczony medalem „Niepokorni na Politechnice Gdańskiej 1945-1989”.

## Prace
- Problem mechanicyzmu w naukach przyrodniczych (1969)
- Byt i myślenie. U źródeł marksistowskiej ontologii i logiki dialektycznej (1980)
- Węzłowe zagadnienia filozofii
- Przyrodoznawstwo – dzieło ludzi i cząstka kultury (1998)
- Przyrodoznawstwo i materializm przyrodniczy w XIX wieku (2001)